# Onze-Lieve-Vrouw van Hulsterlo
Het beeldje van Onze-Lieve-Vrouw van Hulsterloo  of Hulsterlo was een voorwerp van verering van de 12e tot de 16e eeuw. Het was in het graafschap Vlaanderen vaak een bestemming voor opgelegde strafbedevaarten.

## Legenden
De oorsprong van het mirakelbeeld - een in kersenhout gekerfd beeldje van 21 cm -  is gehuld in de nevelen van verschillende legenden.
De eerste legende plaatste de oorsprong van het beeldje in Atrecht, waar de bevolking de verering van Maria verwaarloosde. Daarom brachten engelen het beeldje naar het Land van Waas.
Een tweede legende vertelde dat het beeldje, naar aanleiding van de verwoesting van de kathedraal van Terwaan, in de Schelde was terecht gekomen en afgedreven was naar Hulsterloo.
Nog een andere legende verhaalde dat het beeld zich in Terwaan bevond, maar er niet naar waarde werd geschat. Men vond het plots terug op de stadsmuur, het gezicht naar het oosten gekeerd. Men bracht het beeldje terug in de kapel, maar de volgende ochtend stond het weer op de muur. De bisschop organiseerde een processie, smekend om een aanwijzing waar de Heilige Maagd naartoe gebracht wilde worden. Een blinde priester, die bij mirakel het gezicht terug had gekregen, droeg het beeld door Vlaanderen van de ene abdij naar de andere. Hij bereikte de Abdij van Boudelo, waar de graaf van Vlaanderen zich bij de opstappende menigte voegde. Vandaar ging de tocht naar het klooster van Saleghem om uiteindelijk halt te houden bij een boom in de wildernis, op een plek genaamd Hulsterloo. Daar werd het beeld geplaatst, bleef de genezen priester er als kluizenaar 50 jaar wonen, en werd er een heiligdom gebouwd.

## Hulsterloo
De naam verwees in de middeleeuwen naar een plek in de omgeving van Hulst in Zeeland. Toen in de twaalfde eeuw de graven van Vlaanderen overgingen tot het schenken of verkopen van woeste gronden, met de opdracht ze te ontginnen, De plek genaamd Hulsterloo, waar ook een bos toe behoorde, werd overgedragen aan de norbertijnen van de abdij van Drongen. Ze bouwden er een heiligdom op een hoger gelegen plek die toen de Kapelleberg werd genoemd.
Een van de oudste vermeldingen van de naam Hulsterloo trof men aan in het Middelnederlandse dierenepos Van den vos Reynaerde. De toekenning van de gronden zou in 1136 gedaan zijn door graaf Diederik van de Elzas, op verzoek van zijn leenman en schoonvader Iwein de Kale, graaf van Aalst, die de abdij van Saleghem bij Vrasene had gesticht. Kort daarna werd Saleghem opgeslorpt door de abdij van Drongen. De norbertijnen ontgonnen het hun toegewezen land, legden weiland aan waar ze vee op kweekten, deden graan groeien, richtten een graanmolen en schuren op, wonnen turf in de drassige gebieden en bouwden ook nog twee herbergen. Omstreeks 1150 bouwden ze een kerk, bestemd voor de verering van het miraculeuze Mariabeeld. 
De kruiskerk bestond uit een koor en schip, met twee zijkapellen. De toren stond in het midden. Het koor was toegewijd aan Onze-Lieve-Vrouw en het miraculeuze beeldje bevond zich op het hoogaltaar. Een zijaltaar was gewijd aan Heilige Livinus van Gent en een tweede was bestemd voor het bewaren van het Heilig Sacrament. Twee schilderijen hadden de Heilige Drievuldigheid als onderwerp. Boven het hoogaltaar hing een altaarretabel. Verder moet er een 'tafereel van onser Vrauwen Mirakelen' geweest zijn, een schilderij waarop wonderen van Onze-Lieve-Vrouw van Hulsterloo werden uitgebeeld. Daarnaast werd een woning gebouwd voor de residerende monnik.
Na verschillende eeuwen als bedevaartplaats te hebben gefunctioneerd, verdween Hulsterloo. Eerst begon de turfwinning vanaf 1450 sterk te verminderen en werd de streek geplaagd door overstromingen. In de zestiende eeuw was het bedevaartsoord slachtoffer van de godsdienstoorlogen, zowel door plunderingen als door de genadeslag die vanuit de  Gentse calvinistische republiek werd gegeven. De republiek gaf immers in 1580 het bevel de kerk af te breken. Er bleef nog nauwelijks enige bewoning over en heel wat gebied werd door de zee overspoeld. De naam geraakte in de vergetelheid. Het hoogste punt van Hulsterloo bleef nog gespaard, maar lag als op een schiereiland. De naam veranderde in De Kauter.
Toen het gehucht in 1858 een zelfstandige parochie werd, werd het op initiatief van de pastoor herdoopt in Nieuw-Namen, ter herinnering aan het veel noordelijker gelegen dorp Namen, dat in 1717 aan de zee verloren ging. 
Na de Tweede Wereldoorlog leidden archeologische opgravingen in 1961 tot de bouw van een herinneringskapelletje op de Kapelleberg, opgetrokken uit oud materiaal dat bij de opgravingen tevoorschijn was gekomen. In 1995 werd het verplaatst naar gemeentegrond, in de Hulsterloostraat.

## Verering
Het beeldje van O.L.Vrouw van Hulsterloo behoort tot de oudste als miraculeus vereerde beelden in de Lage Landen. Het presenteert zich als een 'sedes sapientiae' of 'zetel der wijsheid', gesneden uit kersenhout in romaanse stijl, 21 centimeter hoog. Maria is gezeten op een troon, met het kind op haar schoot. De oorsprong van het beeld wordt door de specialisten rond 1150 in Noord-Frankrijk gesitueerd, want overeenstemt met de legenden. Een 16e-eeuwse inventarislijst leert dat men over negen mantels beschikte, waarmee het beeldje afwisselend werd aangekleed.
Volgens een verhaal zou het beeldje in 1578 tijdens een beeldenstorm in het vuur geworpen zijn, maar slechts enkele verfschilfers verloren hebben. Na 1584 zou het verhuisd zijn naar Gent, waar de norbertijnen van Drongen hun intrek hadden genomen. Het was pas 120 jaar later dat de abdij in Drongen hersteld was en de monniken konden terugkeren. Het beeldje werd in hun kerk geplaatst. Toen het klooster in 1797 werd opgeheven, werd de kerk parochiekerk en bleef het beeldje er, omgedoopt tot Onze-Lieve-Vrouwe van Drongen.

## Bedevaartsplaats
Van de 13e tot en de 16e eeuw was Hulsterloo een bekende bedevaartplaats. 
Graaf Lodewijk van Male benoemde zichzelf rond 1365 tot beschermheer van Hulsterloo, 'omdat de kapel in een uithoek van het land stond, op de grens van veel heerlijkheden en druk bezocht werd'. 
De bezoeken werden onder meer aangemoedigd doordat Hulsterloo, vanaf de tweede helft van de 13e eeuw, in het graafschap Vlaanderen op stedelijke strafbedevaartlijsten werd vermeld. In Brugge gaf de bekendheid van deze bedevaartplaats rond 1350 aanleiding tot de oprichting van een Gilde van Onze-Lieve-Vrouwe van Hulsterloo. Opgericht door en voor Bruggelingen, hield ze haar bijeenkomsten in de kapel van het klooster van beggaarden in de Katelijnestraat. Begin vijftiende eeuw bouwde ze kapel in de parochie Sinte-Catharina naast Damme. Wellicht werd die plaats gekozen omdat de leden wel op bedevaart wilden gaan, zonder daarom naar de plek in Zeeland te moeten trekken, en dichterbij hun devoties te doen. Ook dit bedevaartsoord verdween, net zoals het oorspronkelijke in Hulsterloo. 
In het reisverslag van Dionysius de Harduyn, die in 1574 ook Hulsterloo aandeed, wordt met geen woord over de bedevaart gerept. In 1578 kwam het gebied onder de heerschappij van de Gentse calvinistische republiek en werden alle kloostergoederen in beslag genomen. De paters verlieten zowel Drongen als Hulsterloo. Na 1584 werd het beeldje in de Zuidelijke Nederlanden, meer bepaald in de abdij van Drongen en nadien in de parochiekerk van Drongen, opnieuw middelpunt van verering, nu onder de naam van Onze-Lieve-Vrouw van Drongen. De confrérie in Brugge-Damme overleefde de godsdienstroebelen niet.